# Братсько-Семенівка
Бра́тсько-Семе́нівка — село в Україні, Криворізькому районі Дніпропетровської області. Населення — 82 мешканці. 

## Географія
Село Братсько-Семенівка примикає до села Надеждівка. По селу протікає пересихаючий струмок з загатою.

## Населення

### Мова
Розподіл населення за рідною мовою за даними перепису 2001 року:
| Мова       | Відсоток |
| ---------- | -------- |
| українська | 100 %    |